# Dracoderidae
Dracoderidae là một họ thuộc lớp Cyclorhagida.
Chi:
- Dracoderes Higgins & Shirayama, 1990